# Hedy Iracema-Brügelmann

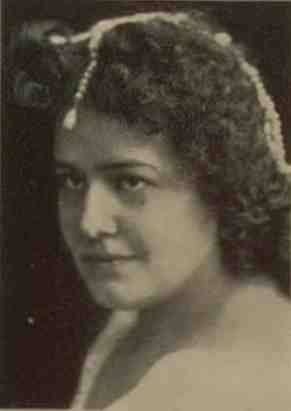
Hedy Iracema-Brügelmann, 1912.

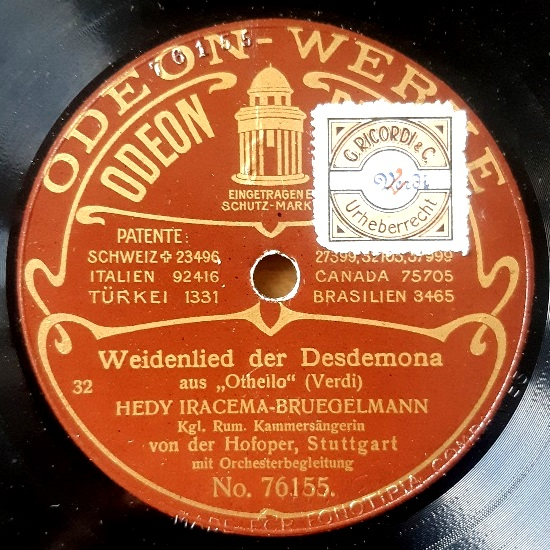
Schallplatte von Hedy Iracema-Brügelmann (Berlin 1911)

Hedwig Hedy Iracema-Brügelmann, geborene Hänsel (* 16. August 1879 in Porto Alegre, Brasilien; † 9. April 1941 in Karlsruhe), war eine deutsch-brasilianische Opernsängerin (Sopran).

## Leben
Hedwig Iracema, geborene Hänsel, studierte am Kölner Konservatorium Gesang. Nach ihrem Abschluss im Jahr 1903 vertiefte sie ihre Gesangsausbildung bei der renommierten Konzertsängerin und Stimmbildnerin Wally Schauseil. Dies geschah vermutlich auf privater Basis, obwohl Wally Schauseil ab 1904 auch am Kölner Konservatorium unterrichtete. 1909 debütierte Hedy Iracema an der Königlichen Hof- und Staatsoper in Stuttgart, ging von 1917 bis 1920 an die Wiener Hofoper und danach ans Landestheater in Karlsruhe, wo sie ihre Laufbahn beendete und 1941 starb. Sie erhielt den Titel einer königlichen Hofkammersängern und bekam 1916 das Charlottenkreuz verliehen (vgl. Rückert 2006).
Hedy Iracema-Brügelmann war verheiratet mit dem Kaufmann und späteren Bankdirektor Theodor Brügelmann (Enkel von Johann Gottfried Brügelmann), mit dem sie einen Sohn hatte (Hermann Brügelmann).
„“
Schallplatten ihrer Stimme erschienen bei Odeon (Berlin 1911–14).